# Nicolás Melamed Ribaudo
Nicolás Melamed Ribaudo (nascut l'11 d'abril de 2001), més conegut com a Nico, és un futbolista professional català que juga com a volant esquerre per la Unión Deportiva Almería.
Natural de Castelldefels, de mare argentina, és net de Felipe Ribaudo, davanter argentí sorgit del Club Ferro Carril Oeste que va formar part del planter de l'Estudiantes de La Plata que li va guanyar al Manchester United FC la històrica final de la Copa Intercontinental de 1968.

## Carrera esportiva

### RCD Espanyol
Va començar a formar-se com a futbolista a la UE Cornellà i el 2013, amb tot just 12 anys, ingressaria al planter del RCD Espanyol. A la temporada 2018-19 arribaria al filial de la Segona Divisió B amb el qual debutaria el febrer de 2019.
Durant la segona volta d'aquella temporada va jugar 12 partits amb el RCD Espanyol B en què va marcar dos gols.
El 15 d'agost de 2019 va debutar amb el primer equip en un partit davant del FC Lucerna a la tercera ronda de prèvia de la Lliga Europa, en què va jugar poc més de mitja hora, convertint-se en el primer jugador nascut al segle XXI que debutava a l'Espanyol amb només 18 anys i 126 dies.
El novembre del 2019 va renovar fins al 2023 amb una clàusula de rescissió de 8 milions d'euros.
Durant la temporada 2019-20 va disputar 27 partits al grup III de la Segona Divisió B, marcant 7 gols.
El 25 de juliol de 2020 va debutar a primera divisió amb el RCD Espanyol en una derrota per un gol a zero enfront del Real Betis Balompié. Al final de la temporada 2019-20, després de l'aturada pel coronavirus, arribaria a disputar 5 partits més amb el primer equip.
El 4 d'octubre del 2020, al partit de lliga de la Segona Divisió davant del CE Sabadell disputat a la Nova Creu Alta, marcaria el gol de la victòria per zero gols a un, donant els tres punt al conjunt "perico". Va marcar cinc gols més en 33 aparicions durant la temporada, i el seu equip va tornar a la màxima categoria.
El 31 d'agost de 2021, Melamed va canviar el número d'equipació pel 21, que portava l'exjugador juvenil de l'Espanyol Daniel Jarque. Va marcar el seu primer gol a la primera divisió el 8 de maig de 2022, aconseguint l'empat a casa contra el CA Osasuna.

### UD Almería
El 3 de juliol de 2024, després d'ajudar els Pericos a ascendir a la màxima categoria a la segona divisió 2023-24, Melamed va signar un contracte de sis anys amb la UD Almería, de la segona divisió.